# Hermann von der Recke
Hermann von der Recke (* 4. August 1647; † 16. Oktober 1702) war Amtsdroste in Werne.

## Leben

### Herkunft und Familie
Als Sohn der Eheleute Johann von der Recke (1611–1666) und Mechtild Judith von Galen zu Ermelinghof (1616–1691), die vor seiner Geburt vom protestantischen zum katholischen Glauben übergetreten waren, wuchs Hermann zusammen mit seinen Geschwistern Wilhelm († 1675, Domherr in Minden), Johann Dietrich (⚭ Sophia Elisabeth von Ascheberg zu Venne), Matthias Friedrich (Domdechant in Münster) und Johanna Paulina (⚭ Johann Detmar von Ascheberg (Amtsdroste in Werne)) in der uralten westfälischen Adelsfamilie von Steinfurt auf.

### Werdegang und Wirken
Nach dem Besuch des Gymnasiums in Paderborn absolvierte Hermann von 1665 bis 1669 ein Studium an Collegium Germanicum in Rom. 1667 erhielt er eine Dompräbende in Münster und am 15. Juni 1669 wurde er zum Subdiakon geweiht.
Weitere Dompräbenden erhielt er 1675 am Dom zu Hildesheim und 1676 in Paderborn.
Am 17. Juni 1687 wurde er zum Hof- und Regierungsrat ernannt. Mit der Übernahme der Funktion des Amtsherrn in Lüdinghausen übernahm er am 12. Juli des Jahres 1689 von seinem Bruder Johann Dietrich als Platzhalter für seinen Neffen Johann Matthias auch das Amt des Drosten in Werne. 1699 wechselte er zur Landespfennigkammer und wurde hier Assessor.
Im gleichen Jahre erhielt er das Oblegium Brirup und war ab Juli 1699 Domscholaster.
Für seinen Neffen Johann Matthias war er ab Februar 1700 vertretungsweise als Drost in Werne tätig.
Ab 1702 war Hermann auch Propst von St. Mauritz in Münster.
Sein Testament von 14. Oktober 1702 enthielt die Bitte, in der von seinem Bruder Matthias Friedrich erbauten Kapelle in Münster beigesetzt zu werden.